# Mika Male
Mika Male su alternativni rock sastav iz Zagreba. Osnovani su 2000. godine. Njihova intimna poetika isprepliće se s kompleksnim glazbenim aranžmanima.

## Povijest sastava

### Rani period
Mika Male su oformljeni početkom 2000. godine u postavi Orlan Tus (gitara, flauta, vokal), Ivan Visković (bas-gitara), Majda Bojić (violina) i Izvor Simonović-Majcan (bubnjevi). Orlan Tus i Ivan Visković počeli su zajedno stvarati glazbu ranih devedesetih godina dok su još bili u srednjoj školi. Inspiracija za zajedničko sviranje bili su glazbenici koje su zajedno slušali – The Velvet Underground, Lou Reed,  Nirvana, Nick Cave & the Bad Seeds, Tom Waits... 
Nakon formativnog i kratkog razdoblja skidanja odn. obrađivanja pjesama svojih uzora uslijedilo je razdoblje kreativnog rada i početak stvaranja vlastitih pjesama. Njihove rane pjesme kretale su se od instrumentalnih eksperimenata do klasičnijih kantautorskih pjesama, uz uvijek zanimljive i lucidne glazbene eskapade. 
Od devedesetih do početka dvijetisućitih tekstovi njihovih pjesama bili su pisani i pjevani na engleskome jeziku sve do prvih nekoliko koncerata sastava. Tada je drastično i zasad nepovratno promijenjen smjer i nove pjesme Mika Male počele su živjeti svoj život na hrvatskome jeziku. U razdoblju ranih dvijetisućitih dolazi i do prekida suradnje između Ivana Viskovića i Orlana Tusa te se sastavu priključuje basistica Jelena Radošević, a autorsko kormilo uz podršku ostatka sastava u potpunosti preuzima Orlan.

### Bijelo
U postavi Orlan Tus, Majda Bojić, Jelena Radošević i Izvor Simonović-Majcan Mika Male krajem 2005. godine snimaju svoj prvi album „Bijelo“ u novoopremljenom studiju Kramasonik u Zagrebu. Uz veliku pomoć snimatelja i producenata Hrvoja Nikšića i Svena Pavlovića snimanje albuma završeno je 2006. godine. Album „Bijelo“ sadržavao je 8 pjesama, a tiskanje i distribuciju albuma preuzeo je sam sastav. Prodaja albuma odvijala se na koncertima i izravno od strane sastava. Nakon albuma „Bijelo“  priključuje im se bubnjar Igor Bušljeta u funkciji perkusionista, a nedugo zatim, nakon Izvorovog odlaska iz sastava, on preuzima i glavnu bubnjarsku stolicu u Mika Male. 

### Vremenom
Godine 2008. Mika Male snima album „Vremenom“. Album se ponovo snima u studiju Kramasonik uz producentsku i snimateljsku pomoć Hrvoja Nikšića i Svena Pavlovića. Glavni stilski odmak od albuma „Bijelo“ bio je u još ozbiljnijem odnosno fokusiranijem pristupu skladanja pjesama i studijskom radu te u pojavi glasovira kao ravnopravnog instrumenta akustičnoj gitari u Orlanovim rukama. 
Nakon snimanja albuma dolazi do još jedne važne promjene u Mika Male kada iz sastava odlazi basistica Jelena Radošević, a Mika Male se priključuju gitarist Ivan Žigo i nova basistica Lucija Potočnik te time zaokružuju novu i sadašnju postavu.
Godine 2009. Mika Male iskočili su među perspektivnim izvođačima nove hrvatske glazbene scene u članku Aleksandra Dragaša "Ovo su vođe hrvatskog glazbenog ustanka" u Jutarnjem listu te prvi put dolaze do očiju i ušiju šire javnosti.
Godine 2010.  Mika Male potpisuju ugovor s izdavačkom kućom Dallas Records i objavljuje za njih svoj prvi službeni album „Vremenom“ koji je 2 godine promoviran po klupskim koncertima, a sada konačno dobiva i svoje službeno izdanje te službenu promociju u zagrebačkom klubu Močvara. Album „Vremenom“ dočekan je nepodijeljenim pozitivnim komentarima od strane kritičara te je i uvršten među najbolje albume 2010. godine u Hrvatskoj. Također su zamijećeni i od strane inozemnih kritičara te dobivaju iznimno dobar i pozitivan kritički osvrt na album „Vremenom“ u utjecajnom britanskom glazbenom časopisu R2.
Mika Male za album „Vremenom“ snimaju i glazbene spotove „Eskim“ i „Vremenom“. Spot „Eskim“ uvršten je i u konkurenciju za najbolji glazbeni spot na 20. danima hrvatskog filma (redatelji Saša Ban i Jakov Lerotić), a video „Vremenom“ odlučuju snimiti potpuno sami te se vrlo ozbiljno upuštaju i u vizualni aspekt prezentacije svojih pjesama.

### Gdje se sastaju luđaci
Singl "Bijeg" koji je izišao početkom 2013. godine najavio je album "Gdje se sastaju luđaci".On izlazi u prosincu 2013. godine i prvi je album koji Mika Male snima s novom postavom benda. Najveća promjena u zvuku ovog albuma pojava je električne gitare kao stalnog instrumenta u postavi. Zajedno s izlaskom trećeg albuma, također objavljenog za Dallas Records, izišao je i drugi singl "Sepija".

## Članovi
- Orlan Tus – glas, akustična gitara, klavir, flauta
- Majda Bojić – violina, gitara, glas
- Ivan Žigo – električna gitara
- Lucija Potočnik – bas-gitara
- Igor Bušljeta - bubnjevi

## Diskografija

### Albumi
- Bijelo (2006.)
- Vremenom (Dallas Records, 2010.)
- Gdje se sastaju luđaci (Dallas Records, 2013.)

### Singlovi
- "Eskim" (2010.)
- "Grad" (2010.)
- "Vremenom" (2010.)
- "Uspavanka" (2010.)
- "Bijeg" (2013.)
- "Sepija" (2013.)

## Koncertno djelovanje Mika Male
Mika Male redovito nastupaju i održavaju koncerte u Zagrebu i okolici Zagreba, a nastupali su u više navrata i u Dubrovniku te festivalima Sedam dana stvaranja u Pazinu 2007., Sajmu glazbe i multimedije 2007. i 2009., Rokaj festu 2009., Harteri u Rijeci 2010., InMusic festivalu u Zagrebu 2011. godine te Terraneo festivalu u Šibeniku 2012. godine. Osim festivalskih koncerata Mika Male 2011. nastupaju i u sklopu pjesničke manifestacije Goranovo proljeće. Redovito ih ugošćuje i hrvatski radio na kojem i sviraju uživo, a nastupaju i na HRTu u sklopu glazbene emisije „Garaža“. 
Budući da ih sviračka svestranost odnosno svjesna žanrovska neopredijeljenost ne sputava u izrazu, Mika Male su nastupali i u kazalištima (Teatar &TD, Kazalište Trešnja), Centrima za kulturu, gradskim knjižnicama, ali i u klupskim prostorima naviklima na žešće rock svirke.

## Vanjske poveznice
Stranice benda

Službene stranice  Arhivirana inačica izvorne stranice od 16. studenoga 2011. (Wayback Machine)